# 우주쇼에 어서오세요
《우주쇼에 어서오세요》(일본어: 宇宙ショーへようこそ)는 2010년에 개봉한 일본의 애니메이션 영화이다.

## 개요
2010년 2월 18일에 개봉했고, 감독은 코지 마스나리, 유아사 마사아키이다. 음악은 요시히로 이케가 맡았으며, 제작사는 A-1 Pictures이다.

## 줄거리
5명의 아이들이 여름 캠프에 참가했다가 개처럼 생긴 '포치'라는 외계인의 생명을 구하게 된다.

외계인은 보답하는 의미로 아이들을 달에 있는 '월면도시'라는 곳으로 데려간다.

포치의 밀렵단에 대한 보고 때문에 지구로의 통행이 전면금지되면서 아이들은 포치와 함께 우주를 떠돌게 된다.

## 설정
외계에서 통용되는 화폐는 '포트'이다. 가치는 1포트당 약 183엔.(약 1830원)

## 등장인물

### 지구인
코야마 나츠키 (小山夏紀)
성우 - 쿠로사와 토모요
아마네의 언니. 여동생이 잡혀갔을 때 도와주었다.
스즈키 아마네 (鈴木周)
성우 - 이케즈키 호노카
나츠키의 여동생.
사토오 키요시 (佐藤清)
성우 - 우자와 쇼타로
교실에서 가장 나이가 많은 남자아이. 의사가 꿈이다.
니시무라 노리코 (西村倫子)
성우 - 마츠모토 타마키
눈가에 점이 있는 여자아이.
하라다 코우지 (原田康二)
성우 - 요시나가 타쿠토
철물점에서 일하게 되면서 잉크와 친하게 지냈다.

### 외계인
포치 릭만 (ポチ・リックマン)
성우 - 요시나가 타쿠토
애니멀 성역의 '플라넷 원'에서 온 외계인. 평범한 개처럼 보이지만 사실 외계인이다.

다쳐있는 자신을 구해준 아이들에게 고마움의 표시로 달로 여행을 가자고 하는데,

원래는 바로 지구로 돌아갈 예정이었지만 자신의 지구의 식물을 보호할 필요가 있다는 연구데이터를 전송하면서

지구행 운송수단들이 전부 중지되어 자신이 살던 별인 '플래닛 왕'을 경유해서 지구로 돌아가자고 제안한다.

실은 플래닛 왕 행성의 대학 교수로 우주를 돌며 연구를 하는데, 인디아나 존스의 오마쥬이다.

포치의 아빠는 의사이다.
넷포 (ネッポ)
성우 - 나카오 류세이
인기 우주쇼의 진행자이지만 나중에 흑막으로 밝혀진다. 예전에 포치와 함께 연구했던 동료.

다크트렌지에 있는 상상 속의 행성 페트스타를 발견하자 자신이 신이 되려고 했지만

포치의 저지로 결국 잡히는 것으로 끝이 난다. 넷포의 부하들이 즈간을 얻으려고 했던 이유는

즈간의 추출물을 통해 괴물을 탄생시킬려는 목적이었다.
마리 (マリー)
성우 - 이가라시 레이
넷포와 마찬가지로 인기 우주쇼의 진행자이고 포치와 함께 연구했던 동료.
잉크 (インク)
성우 - 이노 마유
철물점 주인의 딸. 코우지와 친해졌었다. 선물도 교환했었다.
루빈 (ルビーン)
성우 - 에가와 히사오
철물점 주인이자 잉크의 아빠.
고바 (ゴーバ)
성우 - 긴가 반죠
쇼에 대한 데이터를 수집하는 등장인물. 포치와 아이들을 도와주었다.
토니 (トニー)
성우 - 토비타 노부오
우주 관리센터의 직원. 펫으로 '죠니'라는 물고기를 키우고 있다.